# Stožac
Stožac ili konus (lat. conus, od grč. ϰῶνος: češer bora, stožac) tijelo je omeđeno krugom i stožastom plohom. Vrh stošca je točka najudaljenija od baze. Baza stošca je krug, a plašt mu je zakrivljena ploha. Pravac koji prolazi središtem baze i vrhom stošca je os stošca. Izvodnica stošca je dužina koja povezuje vrh stošca s točkom na obodu baze. Stožac je uspravan ako mu je os okomita na ravninu baze. Stožac može nastati rotacijom, pa je zato rotacijsko tijelo. Stožac je zadan ako su zadane duljina polumjera njegove baze (r) i duljina njegove visine (h). Takav se stožac kraće zove stožac s polumjerom r i visinom h.
- Uspravan stožac – Stožac je uspravan ako mu je os okomita na ravninu baze.
- Kosi stožac – Os mu nije okomita na ravninu baze.

#### Obujam stošca
{\displaystyle {\mathit {V}}={\frac {1}{3}}{\mathit {r}}^{2}\pi \ h}
gdje je r polumjer baze, a h visina stošca.

#### Oplošje stošca
{\displaystyle {\mathit {O}}={\mathit {r}}\pi \ (r+s)}
gdje je s izvodnica.